# Adrian Alui Gheorghe
Adrian Alui Gheorghe (Topolița–Grumăzești, Neamț megye, Románia; 1958. július 6. –) román költő, író és politikus.
Constantin Gheorghe (mezőgazdasági tisztviselő) és Maria Alui Gheorghe (született: Silea, háziasszony) fia. Miután a Karácsonkői Calistrat Hogaș középiskolában tanult (1977-1982), majd 1986-ban diplomázott a jászvásári Al.I. Cuza Egyetem filológiai karán, román–latin nyelv szakon, Erósz paradigmája Ovidius költészetében (Paradigma erosului în poezia lui Ovidius) című szakdolgozatával. A filológia doktora 2004-ben Kortalan ifjúság és az idő tragikus érzése (Tinerețe fără bătrînețe și sentimentul tragic al timpului) című disszertációjával.
Dolgozott vegyészként (1976–1978), bányászként (1979–1980), tanárként (1982–1989), újságíróként (1990), kulturális tanácsadóként (1991–1992), a Neamț Múzeumkomplexum igazgatójaként (1992–1994), 1996-tól a Neamț Megyei Kulturális Igazgatóság igazgatója, kis megszakításokkal 2013-ig. A 2004–2008-as parlamenti ciklus végén két hónapig Neamț megye parlamenti képviselője volt. 2005-től napjainkig a kolozsvári Gheorghe Dima Zeneakadémia Piatra Neamț Zeneművészeti Karának egyetemi docense. 2024-ben a G. T. Kirileanu Megyei Könyvtár igazgatója.
Kiadói debütálása egy verscsokor volt a Cronica folyóiratban (1974) és első szerkesztői megjelenése a Ceremonii insidioase című kötet (1985).

## Közéleti tevékenysége
- Aktívan részt vett az 1989. decemberi eseményekben, 1989. december 22-én vezércikket írt a Ceahlăul újság első számának, de visszautasította a forradalmár címet és annak előnyeit.
- 1990 óta tagja a Román Írószövetségnek, 1996 és 2010 között az USR Szakszervezetek Igazgatótanácsának tagja.
- 1990 óta a Romániai PEN Klub tagja, 2014-2016 között a Román PEN Klub alelnöke.
- A Neamţ Megyei Múzeumi Komplexum igazgatója 1992–1993 között.
- 1995 és 2000 között, valamint 2004 és 2013 között a Neamţ Megyei Kulturális Igazgatóság igazgatója.
- Neamț megye parlamenti képviselője (PNL) a 2004-2008-as törvényhozásban.
- Az Antiteze kulturális folyóirat társalapítója és igazgatója 1996-2007 között.
- 2013-tól a G. T. Kirileanu Neamţ Megyei Könyvtár igazgatója.
- 2010 óta a Conta kulturális, művészeti, szemléleti magazin igazgatója.
- 2005-től egyetemi docens a Karácsonkői Zeneművészeti Karon, a kolozsvári Gheorghe Dima Zeneakadémia filiálén, ahol az Általános esztétika és a Zeneesztétika szakon tanított és oktat.

## Munkái
- Ceremonii insidioase (Editura Junimea, 1985; költészet);
- Poeme în alb - negru (Ed. Junimea, 1987);
- Intimitatea absenței (Editura Antiteze, 1992; poezie);
- Cîntece de îngropat pe cei vii (Editura Panteon, 1993; poezie);
- Fratele meu, străinul (Editura Timpul, 1995; poezie);
- Titanic șvaițer. Momente și schițe (Editura Timpul, 1997);
- Supraviețuitorul și alte poeme (Editura Axa, 1997; poezie);
- Complicitate (Editura Libra, 1998; poezie);
- Goliath – proză scurtă (Editura Libra, 1999);
- Îngerul căzut (Bukott angyal, Editura Timpul, 2001);
- Autoexecuția (Biblioteca revistei Convorbiri literare, 2002; poezie);
- Bătrînul și Marta, egy regény és néhány történet, Editura Cronica, Iași, 2002;
- România pe înțelesul tuturor, (Editura Conta, politikai próza, 2003);
- Îngerul căzut, ediția a II-a, Editura Timpul, 2003;
- Gloria milei (Editura Cartea Românească, 2003; poezie);
- Ce rost are să trăiești în România tranziției? (Editura Compania, 2004; Mi értelme az átalakuló Romániában élni?, társadalompolitikai esszé);
- Podul (Editura Axa, 2004, teatru);
- Tinerețe fără bătrînețe și sentimentul tragic al timpului (esszé, Editura Conta, 2004);
- Bătrînul și Marta, ediția a II-a, Editura Paralela 45, București, 2005;
- Părintele Iustin Pârvu și morala unei vieți cîștigate (Editura Conta, 2005);
- Poezii alese, antologie, (Editura Conta, 2006);
- Cu părintele Iustin Pârvu despre moarte, jertfă și iubire, (Editura Conta, 2006);
- Părintele Iustin Pârvu: daruri duhovnicești (Editura Conta, 2007);
- Părintele Iustin Pârvu: o misiune românească și creștină (Editura Conta, 2008);
- O dramă la vînătoare. Antologie de poezie, (Editura Paralela 45, București, 2008);
- Adrian Alui Gheorghe, Aurel Dumitraşcu: Frig – levélregény (Editura Conta, Piatra-Neamţ, 2008) ISBN 9786068513669;
- Iadul etic, iadul estetic (Editura Timpul, Iași, 2008) (konferenciák, tanulmányok, esszék az etika esztétikára gyakorolt hatásáról a mai társadalomban);
- Urma – regény (Cartea Românească, Bukarest, 2013) ISBN 978-973-23-3021-0;
- Omul giruetă, (2013) ISBN 978-606-664-049-7;
- Laika – regény (Cartea Román, Bukarest, 2014) ISBN 978-973-23-3076-0;
- Luna Zadar – regény (Cartea Românească, Bucureşti, 2016) ISBN 978-973-233-151-4;
- Zugzwang sau Strada cu o singură ieșire (Polirom, 2018) ISBN 978-973-46-7478-7;
- Adrian Alui Gheorghe, Vlad Alui Gheorghe: Mușcătura de măr, (2022) ISBN 978-630-314-026-1;

### Magyarul megjelent
- Kortárs román költők – Homoródmente Kulturális Egyesület, 2007 ·  összeáll. és szerk.: Balázs F. Attila
- Gyerünk, Reiner! (Hai, Reiner!) –     Várad: irodalmi, művészeti, társadalmi, tudományos folyóirat 6. évf. 10. sz, 2007 · Fordította: Kinde Annamária
- A nyom (Urma) – Bookart / Kalligram, Csíkszereda, 2023 · ISBN 9786068994710 · Fordította: Koszta Gabriella